# Distretto di Uşak
Il distretto di Uşak (in turco Uşak ilçesi) è uno dei distretti della provincia di Uşak, in Turchia.